# 工藤あさぎ
工藤 あさぎ（くどう あさぎ、1983年12月17日 - ）は、日本の元・ファッションモデル、アイドル、女優。元・ホリ・エージェンシー、ヴァーサタイルエンタテインメント、サンズエンタテインメント所属。中央大学卒業。

## 来歴
1997年、小学館「少年サンデー」たまごっちアイドルコンテスト!!で読者投票によりグランプリを獲得し、表紙と巻頭グラビアを飾る。その後女子小中学生向けファッション雑誌『ピチレモン』のモデルとして活躍後、テレビ番組『おはスタ』のおはガールとしても注目を浴びる。好きな女優は観月ありさ、好きなアーティストは川本真琴、GO!GO!7188。
2000年には、吉川茉絵、奈良沙緒理、久志麻理奈とともに、アイドルユニット『Ace File』でCDデビュー。2007年10月2日、おはスタ10周年という事で数年ぶりにゲスト出演した。
Ace File時代、「ヤホ～イ」という言葉を発することがマイブームで、この言葉を流行らせようとしていたこともあったとのこと。
2012年7月、着物屋への転身により芸能界を引退。

## 出演

### テレビドラマ
- 琉球の風（1993年1月 - 6月、NHK） - 阿紀 役
- バツ彼 第2話（2004年7月、TBS）
- 土曜ワイド劇場「おとり捜査官・北見志穂9」（2005年5月28日、テレビ朝日）
- Good Job〜グッジョブ 第3話（2007年3月、NHK）
- サギ師リリ子 第16話-第20話 (2009年1月、テレビ東京)
- 水曜ミステリー9 「付き人女優 安野すみれ　楽屋裏事件ファイル」（2009年1月21日、テレビ東京）  - 劇場事務・大沢 役
- 天地人（2009年、NHK） - あやめ 役
- 水戸黄門第42部 第11話「大晦日、都で悪の大掃除 -京-」（2010年12月20日、TBS / C.A.L） - お鈴 役

### バラエティ
- アイドル王（TBSテレビ）
- おはスタ（テレビ東京）
- ピュアピュア（テレビ朝日系）
- グラビアの美少女（MONDO21）

### 映画
- F (エフ)（1998年）
- 集団殺人クラブ Returns（2003年） - 静香 役
- 僕は妹に恋をする（2007年） - 岡田朋子 役
- 少林少女（2008年）

### CM
- 郵政省郵務局「ゆうパック」
- P&G「クレアラシル フェイスウォッシュ」
- 理想科学工業「プリントゴッコ」
- ハドソン「桃太郎伝説1→2」「桃太郎まつり」

### PV
- NEWS「チェリッシュ」（2005年）

### 舞台
- PROPAGANDA STAGE キューポラのある街（2004年4月、東京芸術劇場小ホール1） - ジュン役（主演）
- PROPAGANDA STAGE VOICE（2005年8月、東京芸術劇場小ホール1） - 大沢真保役
- 調布市せんがわ劇場アンサンブル「新羅生門」（2010年3月、調布市せんがわ劇場） - 姫役
- GRIPPERプロデュース「二丁目のグッドバイ」(2010年5月,中野ザ・ポケット） - 寛子役
- 東京バーグ2（2011年2月、東京バーグ） - 帆足夕役
- HELLO WORK（2011年5月、ワーサルシアター八幡山）

## リリース作品

### DVD・ビデオ
- 「ぎっちゃんの放課後」（2001年9月5日発売・ラインコミュニケーションズ）
- 「IRIS」（2004年1月17日発売・コムアライアンス）